# Sumitomo Realty & Development
Sumitomo Realty & Development (яп. 住友不動産) — японська компанія, основним напрямком діяльності якої є операції з нерухомістю, включаючи лізинг нерухомості, будівництво, торгівля та управління. Належить до числа найбільших девелоперських компаній в світі. Входить до кейрецу Sumitomo Group.

## Історія
В 1949 році створена компанія Izumi Real Estate Co., Ltd. Компанія створюється як наступник підрозділу нерухомості дзайбацу Sumitomo Group, після розпаду конгломерату. В 1957 компанія отримала свою сучасну назву — Sumitomo Realty & Development Co., Ltd.
З 1970 року компанія виходить на фондові біржі Токіо і Осаки.
В 1973 створюється компанія Sumitomo Fudosan Tatemono Service Co., Ltd., в якій були консолідовані дочірні активи компанії.
У 1970-х роках компанія починає активну міжнародну експансію. У рамках цієї кампанії Sumitomo Realty & Development в 1972 році виходить на ринок нерухомості Сполучених Штатів.
У 1974 році завершується будівництво 52-поверхової будівлі Sumitomo в районі Сіндзюку, Токіо. У цю ж будівлю переїжджає і штаб-квартира компанії. 1982 року компанія завершує будівництво нової будівлі в районі Сіндзюку (30 поверхів). Штаб-квартира компанії переїжджає в нову будівлю. Якщо в 1977 компанії належало в Токіо 10 офісних будівель, в 1984 році вже 19, в 1989 — 50, а до 1991 їх кількість зросла до 83.
В 1997 компанія виходить на ринок бізнес-готелів з введенням в дію три подібних об'єктів.
В 2002 завершено будівництво Izumi Garden Tower. В 2003 вводиться в експлуатацію район комплексної забудови в токійському спеціальному районі Сіндзюку.

## Діяльність компанії
За підсумком 2008 фінансового року (завершився 31 березня 2009 року), виручка компанії виросла на 0,5 % до ¥ 695,2 млрд, операційний прибуток скоротився на 5,3 % до ¥ 146,4 млрд, чистий же прибуток, скоротившись на 26,8 %, склав ¥ 46,2 млрд.

## Дочірні компанії
- Sumitomo Real Estate Sales Co., Ltd.
- Sumitomo Fudosan Syscon Co., Ltd.
- Sumitomo Fudosan Tatemono Service Co., Ltd.
- Sumitomo Fudosan Esforta Co., Ltd.
- Sumitomo Fudosan Finance Co., Ltd.
- Universal Home Inc.
- Sumitomo Fudosan Reform Co., Ltd.